# Karolina Protsenko
Karolina Protsenko (ukrainska: Кароліна Проценко, ryska: Каролина Проценко), född 3 oktober 2008, i Kiev, Ukraina, är en ukrainsk-amerikansk violinist.

## Bakgrund
Karolina föddes den 3 oktober 2008 i en musikalisk familj i Ukrainas huvudstad Kiev. Hennes far föddes i sovjettidens Ukraina och är gitarrist, hennes mor föddes i Ryssland och är pianist. År 2015, när Karolina var 6 år gammal, immigrerade hennes familj till Sima Valley i Kalifornien, USA och samma år började hon lära sig violin och få utbildning i klassisk musik. Protsenko är vegetarian, hon talar ryska och engelska. Karolina har dubbelt medborgarskap, både ukraniskt och amerikanskt.

## Karriär
I mitten av 2017 började hon uppträda som gatuartist i Santa Monica. På mindre än två år efter att hennes youtubekanal startade följdes den av mer än tre miljoner prenumeranter och fick mer än femhundra miljoner visningar, hon har också spelat in fyra album och blivit inbjuden till flera tv-program. I maj 2019, när hon var 10 år, gästade hon The Ellen DeGeneres Show. I maj 2023 hade hon 7,94 miljoner prenumeranter och över en miljard visningar på youtube.